# Aeropuerto Internacional Presidente Castro Pinto
El Aeropuerto Internacional Presidente Castro Pinto (IATA: JPA, ICAO: SBJP) sirve a la ciudad de João Pessoa, al noreste de Brasil, localizado en el municipio contiguo de Bayeux, a 12 km del centro de la capital del estado de Paraíba. El aeropuerto recibe este nombre en honor a João Pereira de Castro Pinto (1863-1944), un abogado, escritor y exgobernador de dicho estado brasileño.

## Historia
El aeropuerto fue oficialmente inaugurado el 20 de agosto de 1957 y desde el 1° de febrero de 1979 fue administrado por Infraero. Actualmente lo gestiona el grupo español Aena Internacional.
Entre los años de 1980 y 1981 Infraero realizó renovaciones y ampliaciones de la pista y otras áreas operativas. En 1983 fue habilitada la terminal de carga. En 1985 la terminal de pasajeros fue abierta la nueva terminal de pasajeros, la cual en 1995 tuvo renovaciones y ampliaciones.

## Aerolíneas y Destinos
| Destinos por aerolínea        | Destinos por aerolínea | Destinos por aerolínea |
| Aerolíneas                    | Ciudades |                        |
| ----------------------------- | --- | ---------------------- |
| Azul Líneas Aéreas 8 destinos | Domésticos (2): Campinas / Recife / São Paulo-CGH / Belo Horizonte-CNF / Goiânia / Uberlândia / Ribeirão Preto / São José do Rio Preto |                        |
| Gol Linhas Aéreas 6 destinos  | Domésticos (5): Brasilia / Río de Janeiro-GIG / Salvador de Bahía / São Paulo-CGH / São Paulo-GRU Internacional (1): Buenos Aires-EZE  |                        |
| LATAM Brasil 4 destinos       | Domésticos (2): Brasilia / São Paulo-GRU / São Paulo-CGH / Rio de Janeiro-GIG                                                          |                        |

### Destinos nacionales
| Ciudades              | Aeropuerto                                               | Aerolíneas         |        |
| Brasil                | Brasil                                                   | Brasil             | Brasil |
| --------------------- | -------------------------------------------------------- | ------------------ | ------ |
| Alagoas               |                                                          |                    |        |
| Maceió                | Aeropuerto Internacional Zumbi dos Palmares              | Gol                |        |
| Bahía                 |                                                          |                    |        |
| Salvador              | Aeropuerto Internacional de Salvador                     | Gol                |        |
| Distrito Federal      |                                                          |                    |        |
| Brasilia              | Aeropuerto Internacional Presidente Juscelino Kubitschek | Gol / LATAM        |        |
| Goiás                 |                                                          |                    |        |
| Goiânia               | Aeropuerto Internacional de Goiânia                      | Azul (Estacional)  |        |
| Minas Gerais          |                                                          |                    |        |
| Belo Horizonte        | Aeropuerto Internacional Tancredo Neves                  | Azul               |        |
| Uberlândia            | Aeropuerto de Uberlândia                                 | Azul               |        |
| Pernambuco            |                                                          |                    |        |
| Recife                | Aeropuerto Internacional de Recife                       | Azul               |        |
| Río de Janeiro        |                                                          |                    |        |
| Río de Janeiro        | Aeropuerto Internacional de Galeão                       | Gol / LATAM        |        |
| São Paulo             |                                                          |                    |        |
| Campinas              | Aeropuerto Internacional de Campinas                     | Azul               |        |
| Ribeirão Preto        | Aeropuerto de Ribeirão Preto                             | Azul (Estacional)  |        |
| São José do Rio Preto | Aeropuerto de São José do Rio Preto                      | Azul (Estacional)  |        |
| São Paulo             | Aeropuerto de Congonhas                                  | Azul / Gol / LATAM |        |
| São Paulo             | Aeropuerto Internacional de São Paulo-Guarulhos          | Gol / LATAM        |        |

### Destinos internacionales
| Ciudades por países | Nombre del aeropuerto                       | Aerolíneas       |
| América del Sur     | América del Sur                             | América del Sur  |
| ------------------- | ------------------------------------------- | ---------------- |
| Argentina           |                                             |                  |
| Buenos Aires        | Aeropuerto Internacional Ministro Pistarini | Gol (Estacional) |